# مری انگل پنینگتون
مری انگل پنینگتون (انگلیسی: Mary Engle Pennington; ۸ اکتبر ۱۸۷۲ – ۲۷ دسامبر ۱۹۵۲) شیمیدان باکتری‌شناس، دانشمند علوم غذایی و مهندس تبرید آمریکایی بود. او پیشگام در زمینه نگهداری، حمل‌ونقل و ذخیره‌سازی مواد غذایی فاسدشدنی و اولین زنی بود که به عنوان رئیس آزمایشگاه در سازمان غذا و داروی ایالات متحده خدمت کرد. او موفق به دریافت ۵ حق اختراع شد (۳ مورد به صورت مشترک)، مدال خدمات برجسته را از رئیس‌جمهور هربرت هوور دریافت کرد و مدال گاروین-اولین را از انجمن شیمی آمریکا کسب نمود. پنینگتون در تالار مشاهیر مخترعین ملی، تالار مشاهیر زنان ملی و تالار مشاهیر اشری به رسمیت شناخته شده است.

## زندگی اولیه و تحصیلات
پنینگتون در ۸ اکتبر ۱۸۷۲ در نشویل، تنسی از والدینی به نام‌های هنری و سارا مالونی پنینگتون متولد شد. اندکی پس از تولد، خانواده به فیلادلفیا نقل مکان کردند تا به خویشاوندان کوئیکر مادرش نزدیک‌تر باشند. او در ۱۲ سالگی و پس از خواندن کتابی دربارهٔ شیمی دارویی به این علم علاقه‌مند شد. زمانی که به دانشگاه پنسیلوانیا مراجعه کرد و از استادی درخواست کمک برای فهم اصطلاحات تخصصی کرد، به او گفته شد وقتی بزرگ‌تر شد برگردد.
او در سال ۱۸۹۰ وارد دانشگاه پنسیلوانیا شد و در سال ۱۸۹۲ با گذراندن دروس شیمی و دروس فرعی گیاه‌شناسی و جانورشناسی، شرایط دریافت مدرک کارشناسی علوم را تکمیل کرد. اما از آنجا که دانشگاه پنسیلوانیا در آن زمان به زنان مدرک اعطا نمی‌کرد، به جای مدرک، گواهی صلاحیت دریافت کرد.
پنینگتون در سال ۱۸۹۵ مدرک دکترای خود را از دانشگاه پنسیلوانیا دریافت کرد. عنوان پایان‌نامه او «مشتقات کلمبیوم و تانتالوم» بود. از ۱۸۹۵ تا ۱۸۹۶ به عنوان پژوهشگر دانشگاهی در رشته گیاه‌شناسی در دانشگاه پنسیلوانیا فعالیت کرد و از ۱۸۹۷ تا ۱۸۹۹ به عنوان پژوهشگر شیمی فیزیولوژیک در دانشگاه ییل با لافایت مندل و راسل هنری چیتندن همکاری پژوهشی داشت.

## حرفه علمی
در سال ۱۸۹۸، او آزمایشگاه بالینی فیلادلفیا را تأسیس کرد و تحلیل‌های باکتری‌شناسی انجام داد. او به کشاورزان در مورد شیوه‌های صحیح حمل شیر خام آموزش داد تا ایمنی بستنی فروخته شده در مدارس محلی را بهبود بخشد. در همان سال، او سمت مدیر آزمایشگاه بالینی در کالج پزشکی زنان پنسیلوانیا را پذیرفت. همچنین از ۱۸۹۸ تا ۱۹۰۱ به عنوان پژوهشگر در بخش بهداشت دانشگاه پنسیلوانیا و باکتری‌شناس در دفتر بهداشت فیلادلفیا خدمت کرد. در این سمت، او نقش کلیدی در بهبود استانداردهای بهداشتی برای حمل و فرآوری شیر و محصولات لبنی ایفا نمود.

### سازمان کشاورزی ایالات متحده
در سال ۱۹۰۵، پنینگتون در اداره شیمی وزارت کشاورزی ایالات متحده که بعدها به سازمان غذا و دارو تبدیل شد، مشغول به کار شد. هاروی دبلیو وایلی، مدیر اداره شیمی، او را تشویق کرد تا برای ریاست آزمایشگاه تحقیقات غذایی که تازه تأسیس شده بود و هدفش اجرای قانون غذا و داروی خالص ۱۹۰۶ بود، درخواست دهد. او با نام مخفف «M.E. Pennington» برای این موقعیت معرفی شد تا جنسیت او فاش نشود. او در سال ۱۹۰۷ این سمت را پذیرفت و به اولین زن رئیس آزمایشگاه تبدیل شد. یکی از دستاوردهای بزرگ او توسعه استانداردهای پردازش ایمن مرغ‌های پرورش یافته برای مصرف انسان بود. او همچنین ریاست تحقیقات دربارهٔ طراحی واگن‌های یخچال‌دار را بر عهده داشت و در دوران جنگ جهانی اول در اداره غذای جنگ هربرت هوور خدمت کرد.

### مهندس و مشاور تبرید
مشارکت پنینگتون در طراحی واگن‌های یخچال‌دار در آزمایشگاه تحقیقات غذایی، منجر به علاقه‌مند شدن او به کل فرایند حمل‌ونقل و ذخیره‌سازی مواد غذایی فاسدشدنی، از جمله حمل‌ونقل یخچالی و یخچال‌های خانگی شد. در طول فعالیتش در آزمایشگاه، پنینگتون و هاوارد کستنر پیرس موفق به ثبت اختراع آمریکا برای قفسه خنک‌کننده تمام فلزی مرغ برای خنک‌کردن و درجه‌بندی طیور، خرگوش و شکار شدند. وی همچنین برندهٔ جوایزی همچون تالار ملی مشاهیر زن شده است.